# Heredity
Heredity er en amerikansk stumfilm fra 1912 af D. W. Griffith.

## Medvirkende
- Harry Carey
- Madge Kirby
- Jack Pickford
- Kate Bruce
- W.C. Robinson